# 5-Hidroximetilcitosina
5-Hidroximetilcitosina é uma base nitrogenada pirimidina do DNA. É formada a partir da base citosina do DNA pela adição de um grupo metila e então um grupo hidroxila.